# Косово поље (Далмација)
Косово поље је мало крашко поље у Далмацији, недалеко од Книна у данашњој Хрватској. Захвата површину од око 33 км², на дужини од око 13,5 км и ширини до 5 км. Кроз поље протиче река Косовчица, лева притока Крке. На југу је, преко Петровог кланца, спојено са Петровим пољем, а на северу са Книнским пољем.
У пољу се налазе насеља Бискупија, Орлић, Марковац, Риђане, Звјеринац, Рамљане, Уздоље. Заједнички назив за читаву област је Далматинско Косово. За време турске власти, на том подручју је постојала посебна нахија Косово. Ту се налази и православни манастир Лазарица, око које се српски православни народ из околине окупљао о Видовдану.